# Dicranota ompoana
Dicranota ompoana är en tvåvingeart som beskrevs av Alexander 1945. Dicranota ompoana ingår i släktet Dicranota och familjen hårögonharkrankar.
Artens utbredningsområde är Nordkorea. Inga underarter finns listade i Catalogue of Life.